# Louise-Sophie de Danneskiold-Samsøe
Louise-Sophie de Danneskiold-Samsøe (née le 22 septembre 1796 à Gisselfeld près de Haslev (de) et morte le 11 mars 1867 à Primkenau) est une noble danoise et, par mariage, duchesse de Schleswig-Holstein-Sonderbourg-Augustenbourg.

## Biographie

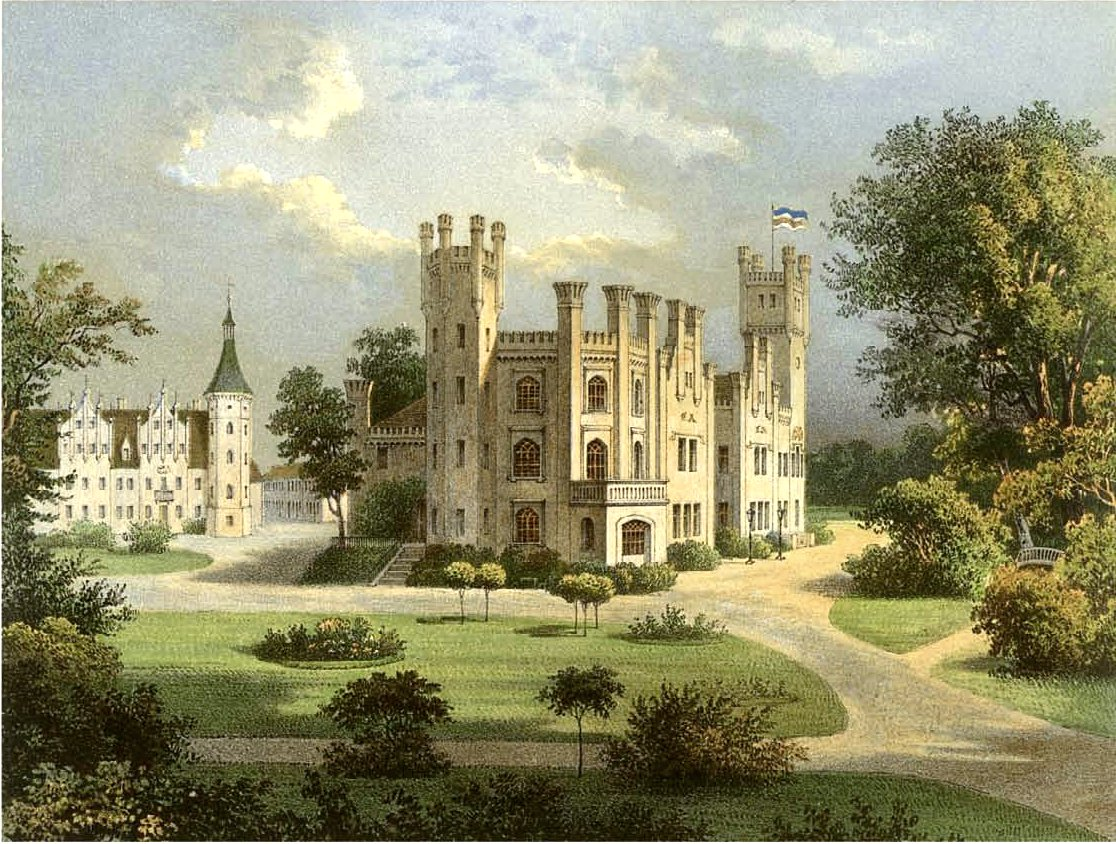
Château de Primkenau vers 1860, collection Alexander Duncker

Louise-Sophie de Danneskiold-Samsøe était la fille du comte Christian-Conrad de Danneskiold-Samsøe (1774-1823) et de Jeanne-Henriette-Valentine Kaas (1776-1843), fille de l'amiral danois Frédéric-Christian Kaas (1727-1804). Sa famille remonte à Christian Gyldenløve (1674-1703), fils illégitime du roi danois Christian V et de sa maîtresse Sophie-Amélie Moth (de). 
En 1816, Louise-Sophie rencontre son futur mari Christian-Auguste II de Schleswig-Holstein-Sonderbourg-Augustenbourg. Le mariage a lieu le 18 septembre 1820 à Gisselfeld. 
Lors de la première guerre de Schleswig, les Augustenbourg sont du côté des insurgés, qui envisagent de faire rejoindre les deux duchés dans la Confédération germanique sous le gouvernement du duc d'Augustenbourg. En conséquence, la famille doit quitter son château ancestral d'Alsen en 1848. Considérés comme des traîtres par la couronne danoise et officiellement expulsés du pays après la fin du soulèvement de 1851, leurs biens sont confisqués par l'État danois. En 1853, la famille achète le château et le domaine de Primkenau (de) en Basse-Silésie grâce à l'indemnité de départ. Louise-Sophie y décède le 11 mars 1867 d'« épuisement » après quinze jours de maladie. Son corps est enterré dans l'ancienne église paroissiale protestante de Primkenau (aujourd'hui église orthodoxe polonaise Saint-Michel). 
Elle est la grand-mère de la dernière impératrice allemande Augusta-Victoria de Schleswig-Holstein-Sonderbourg-Augustenbourg.

## Famille
Son mariage avec Christian-Auguste II de Schleswig-Holstein-Sonderbourg-Augustenbourg donne naissance à sept enfants : 
- Alexandre-Frédéric-Georges (1821-1823)
- Louise-Auguste (1823-1872)
- Caroline-Amélie (1826-1901)
- Wilhelmine-Frédérique (1828-1829)
- Frédéric-Auguste (1829-1880) marié avec la princesse Adélaïde de Hohenlohe-Langenbourg
- Christian (1831-1917) marié avec la princesse Helena de Grande-Bretagne et d'Irlande
- Henriette (1833-1917) mariée avec Friedrich von Esmarch (de)